# Большая двадцатка (фильм)
«Большая двадцатка» (англ. G20) — американский боевик режиссёра Патрисии Ригген с Виолой Дэвис в главной роли. Премьера состоялась 10 апреля 2025 года на стриминговом сервисе Prime Video. Фильм получил смешанные отзывы кинокритиков.

## Сюжет
После захвата террористами участников саммита «Большой двадцатки» в Кейптауне президент США Даниэль Саттон использует все свои государственные связи и весь свой военный опыт, чтобы защитить свою семью, коллег-лидеров и весь мир.

## В ролях
- Виола Дэвис — Даниэль Саттон, президент США
- Энтони Андерсон — Дерек Саттон, супруг Даниэль Саттон
- Марсэй Мартин — Серена Саттон, дочь Даниэль и Дерека Саттонов
- Кристофер Фаррар — Деметриус Саттон, сын Даниэль и Дерека Саттонов
- Рамон Родригес — Мэнни Руиз, главный агент Секретной службы Президента США
- Энтони Старр — Эдвард Ратледж
- Дуглас Ходж — Оливер Эверетт, премьер-министр Великобритании
- Элизабет Марвел — Джоанна Уорт, министр финансов США
- Сабрина Импаччиаторе — Елена Романо, глава Международного валютного фонда
- Кларк Грегг — Гарольд Мозли, вице-президент США
- Джон Хогенаккер — Дарден, агент Секретной службы Президента США
- Мива Алана Ли — Хан Минсу, первая леди Республики Корея
- Тео Бонгани Ндьялване — Мелокухле
- Конрад Кемп — Буске
- Джозеф Стивен Янг — Ли Ёнхо, президент Республики Корея
- Колин Мосс — Лоу, премьер-министр Австралии
- Эммануэль Кастис — Титос
- Дэвид Джеймс — Чонгер
- Ноксоло Дламини — Леседи
- Анджела Сарафян — Кволл

## Производство и релиз
О начале работы над фильмом стало известно в ноябре 2022 года. Виола Дэвис получила главную роль в фильме и стала одним из продюсеров, а Патриция Ригген — режиссёром. Производство фильма пострадало в июле 2023 года в результате забастовки SAG-AFTRA. Производителям фильма было предоставлено временное соглашение, но несмотря на это Дэвис объявила на следующий день, что не будет сниматься до завершения забастовки.
Съёмки фильма начались в январе 2024 года в Кейптауне. К актёрскому составу присоединились Энтони Андерсон, Марсэй Мартин, Рамон Родригес, Энтони Старр, Дуглас Ходж, Элизабет Марвел, Сабрина Импаччиаторе и Кларк Грегг. Съёмки завершились к началу марта того же года.
Премьера фильма состоялась 10 апреля 2025 года на стриминговом сервисе Prime Video.